# اندرو گرتلر
اندرو گرتلر (به انگلیسی: Andrew Gertler) (زاده ۸ نوامبر ۱۹۸۸) است. او یک مدیر استعداد یاب آمریکایی است که نماینده ریک راس و گروه موسیقی او / و استودیو ضبط آتلانتیک است. و همچنین مدیر استودیو ضبط ایسلند و مدیر برنامه شان مندز است. گترلر یکی از فوربسهای "۳۰ تا ۳۰" در موسیقی در سال ۲۰۱۶ نامگذاری شد و با کشف مندز در سال ۲۰۱۴ اعتبار پیدا کرد.

## حرفه
گترلر پس از فارغ‌التحصیلی از دبیرستان Homewood-Flossmoor، کار خود را در موسیقی به عنوان کارآموز ۱۹ ساله در آتلانتیک رکورد آغاز کرد. او سپس در بخش Direct-to-Consumer گروه موسیقی وارنر مشغول به کار شد و همچنین مدیر هنری هیپ هاپ راکی فری شد. در سال ۲۰۱۲، گترلر قرارداد Rockie Fresh را با گروه موسیقی Maybach Music / Remix Records اقیانوس آرام امضا کرد.
در سال ۲۰۱۴، گترلر شان مندز را به صورت آنلاین کشف کرد و بعد از پرواز او به نیویورک برای ثبت قرارداد و ملاقات با Island Records، مدیر برنامه او شد. او با مشتریان شان مندز و راکی فری، مدیر شرکت AG Artists (اندرو گترلر هنرمندان، LLC) را تأسیس کرد. گرتلر با ایجاد یه کمپین آهنگ ''مهمانی زندگی'' اولین آهنگ شان مندز را منتشر کرد که در هفته اول بیش از ۱۴۸۰۰۰ نسخه فروخته شد و از آن زمان تاکنون توسط RIAA گواهی شده‌است.